# Paulo Roberto Eccel
Paulo Roberto Eccel (Brusque, 20 de abril de 1965) é um advogado, professor e político brasileiro, filiado ao Partido dos Trabalhadores (PT).

## Carreira
Foi deputado à Assembleia Legislativa de Santa Catarina na 15ª legislatura (2003 — 2007) e prefeito de Brusque em duas gestões, entre 2009 e 2015.
Como prefeito, seu primeiro mandato foi de 1 de janeiro de 2009 a 31 de dezembro de 2012, sendo reeleito no pleito seguinte. Foi empossado em 1 de janeiro de 2013 e exerceu a chefia do legislativo municipal até 31 de março de 2015, ao ter seu mandato suspenso pelo Tribunal Regional Eleitoral em razão de suposto gasto excessivo com publicidade e propaganda em ano eleitoral. Em 2017, após análise do processo no Supremo Tribunal Federal, foi anulada a cassação, quando o ministro Lewandowski considerou que não houve gasto excessivo com publicidade em ano eleitoral, considerando a lei da época.